# Obszar ochrony ścisłej Mierzeja
Mierzeja – obszar ochrony ścisłej o powierzchni 3583,19 ha na obszarze Słowińskiego Parku Narodowego na Wybrzeżu Słowińskim. Ochronie rezerwatu podlega pasmo zalesionych wydm znajdujących się na obszarze Mierzei Łebskiej, oddzielających jeziora Łebsko i Gardno od akwenu Morza Bałtyckiego (od Łeby do Rowów). Występują tu stanowiska specyficznych i rzadkich odmian roślin nadmorskiego pasa ochronnego.